# Maximilian Volke
Maximilian Volke (Monaco di Baviera, 23 maggio 1915 – Mirandola, 5 settembre 1944) è stato un aviatore tedesco della Luftwaffe, asso dell'aviazione della Jagdgeschwader 77 con 37 vittorie aeree.

## Biografia

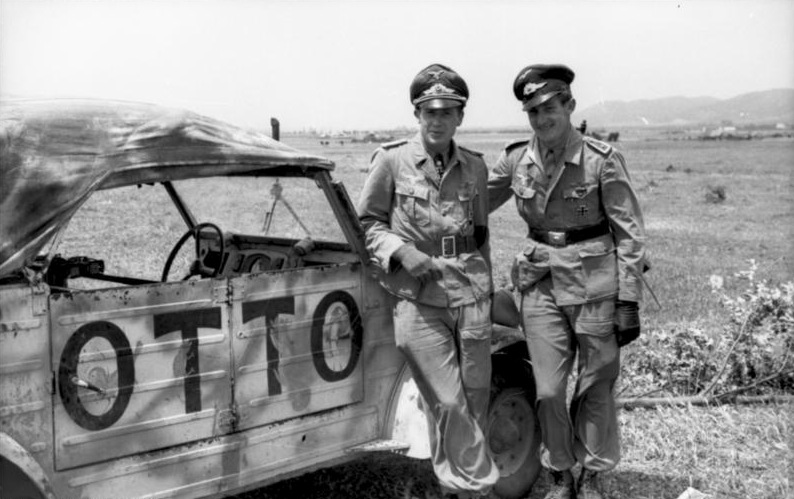
Il Leutnant Ernst-Wilhelm Reinert (a sinistra) e il Feldwebel Maximilian Volke posano a fianco della Kübelwagen "Otto" di Hans-Joachim Marseille (Nordafrica, aprile 1943)

Veterano della campagna di Russia e della campagna del Nordafrica, combatté contro la campagna aerea precedente allo sbarco in Sicilia, venendo decorato il 12 luglio 1943 con la Croce tedesca d'oro, mentre era Feldwebel nella II./JG 77.
La mattina del 5 settembre 1944 decollò dall'aeroporto di Ghedi (provincia di Brescia) con il suo Messerschmitt Bf 109 G-6/U4 con cannone da 30 millimetri e insieme ad altri 3 aerei caccia analoghi per intercettare nove North American B-25 Mitchell del 446º squadrone del 321º gruppo bombardieri USA partiti da Solenzara (Corsica) e diretti a Polesella (provincia di Rovigo) per bombardare il ponte ferroviario sul fiume Po. Giunti verso mezzogiorno nei cieli sopra Mirandola iniziò una battaglia aerea che si concluse con il danneggiamento di un aereo americano e l'abbattimento dell'aereo di Volke, che si schiantò in un vigneto. Data la violenza dell'impatto non fu possibile all'epoca procedere al recupero della carcassa dell'aereo, sprofondato nel terreno. Pochi anni dopo la fine della seconda guerra mondiale la famiglia tentò di recuperare la salma del pilota, ma inutilmente.
Nel gennaio 2006 furono individuati i resti dell'aereo e del pilota, che vennero recuperati nell'estate 2007, a 63 anni di distanza dallo schianto, in un terreno di via Imperiale, alla periferia orientale di Mirandola, grazie ad un grande scavo (profondo fino a 12 metri) operato dall'associazione Romagna Air Finders.
Il 15 marzo 2008 si è tenuta a Mirandola la cerimonia funebre del pilota, il quale è stato in seguito sepolto presso il cimitero militare germanico della Futa.

## Filmografia
- Recupero del maresciallo Maximilian Volke.
- Found last eagle Luftwaffe Messerschmitt BF109G6/U4 still with the pilot's body after 63 years, 2007.